# Ospern
Ospern (luxembourgeois : Osper) est une section de la commune luxembourgeoise de Redange-sur-Attert située dans le canton de Redange.